# Stan Frankel

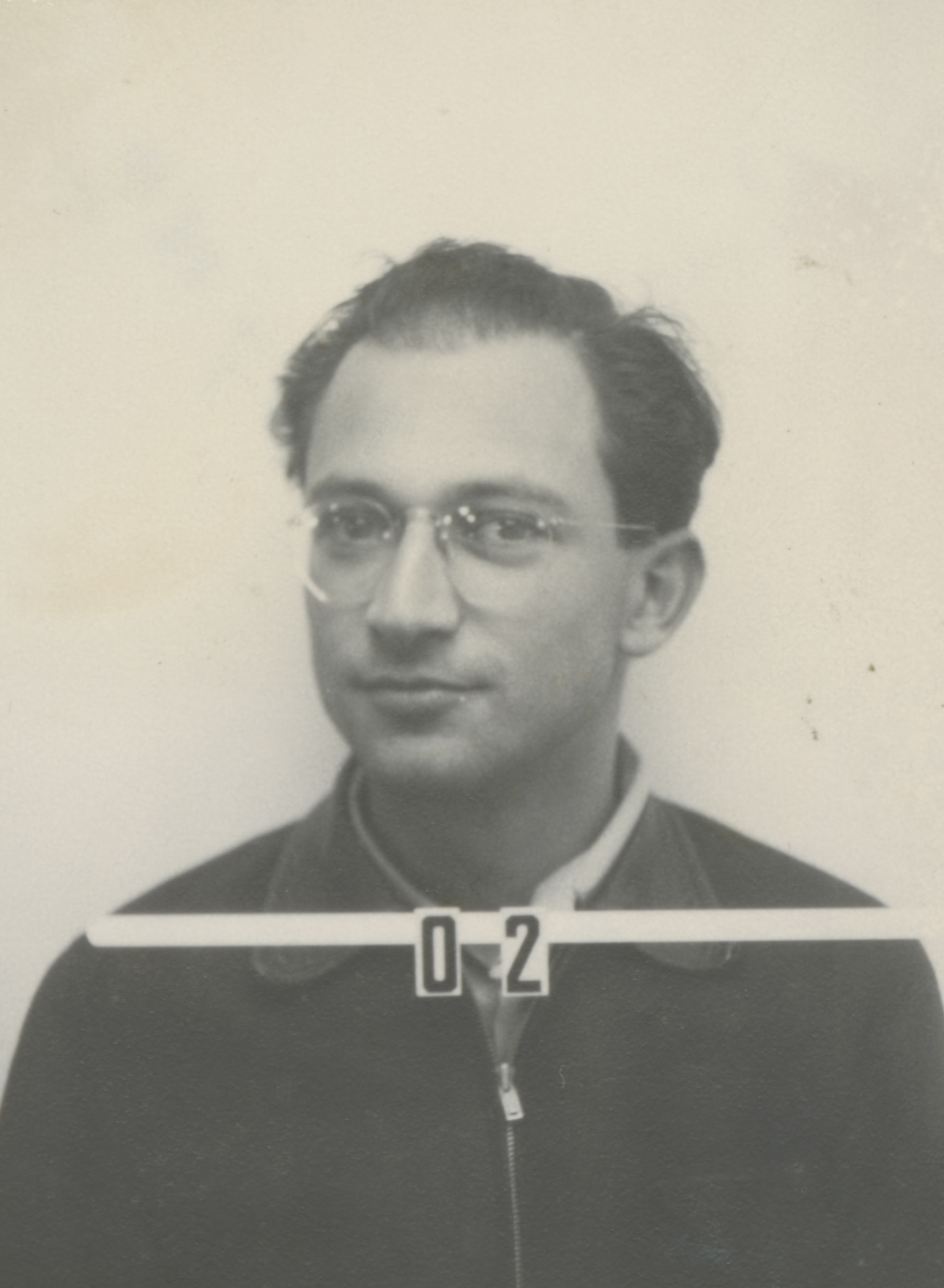
Stanley P. Frankel

Stanley Phillips Frankel (* 1919 in Los Angeles, Vereinigte Staaten; † Mai 1978 in Ottawa, Kanada) war ein amerikanischer Physiker, Informatiker und Hochschullehrer. Er arbeitete im Manhattan-Projekt und entwickelte als Berater verschiedene Computer.

## Leben und Werk

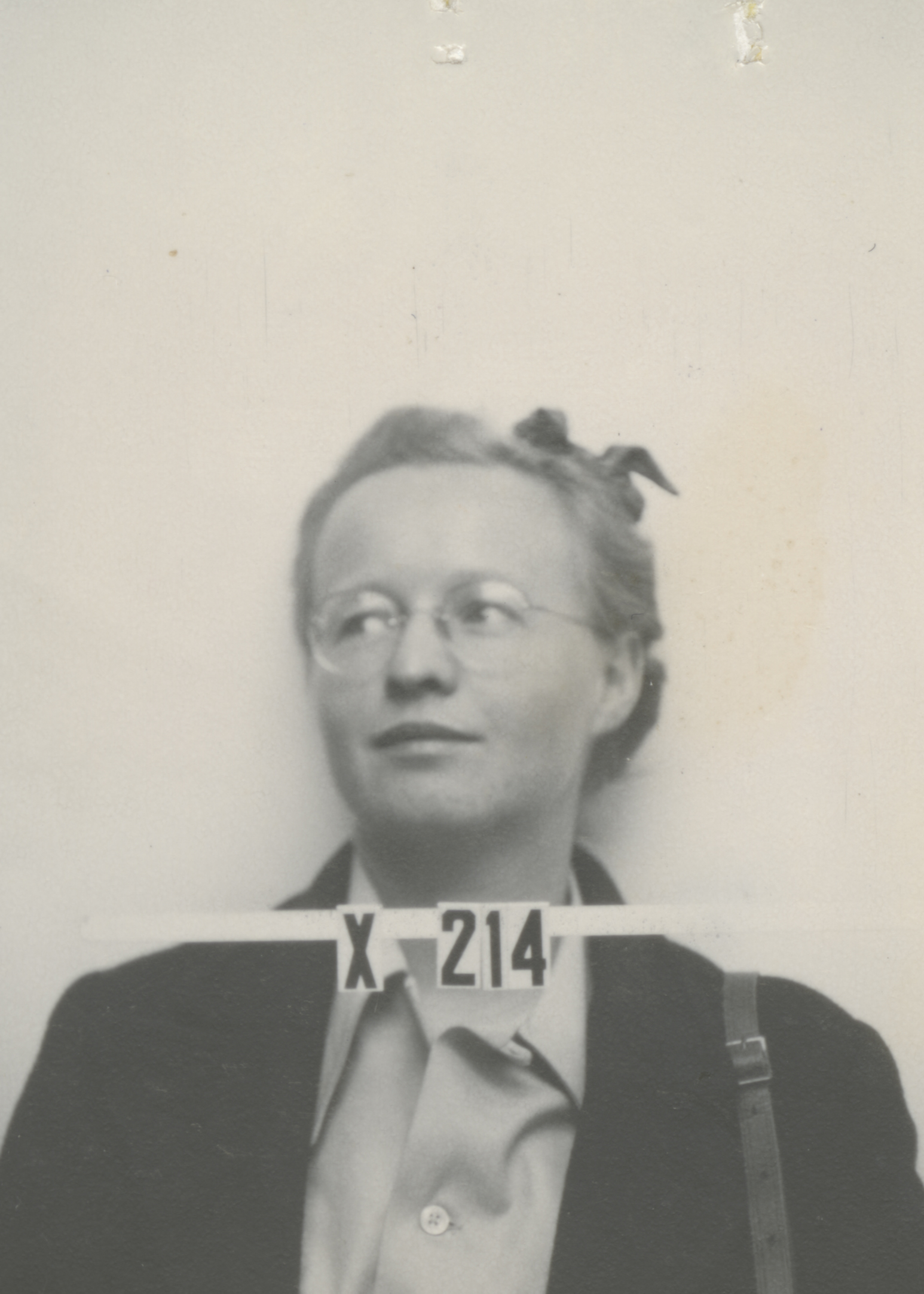
Mary Frankel

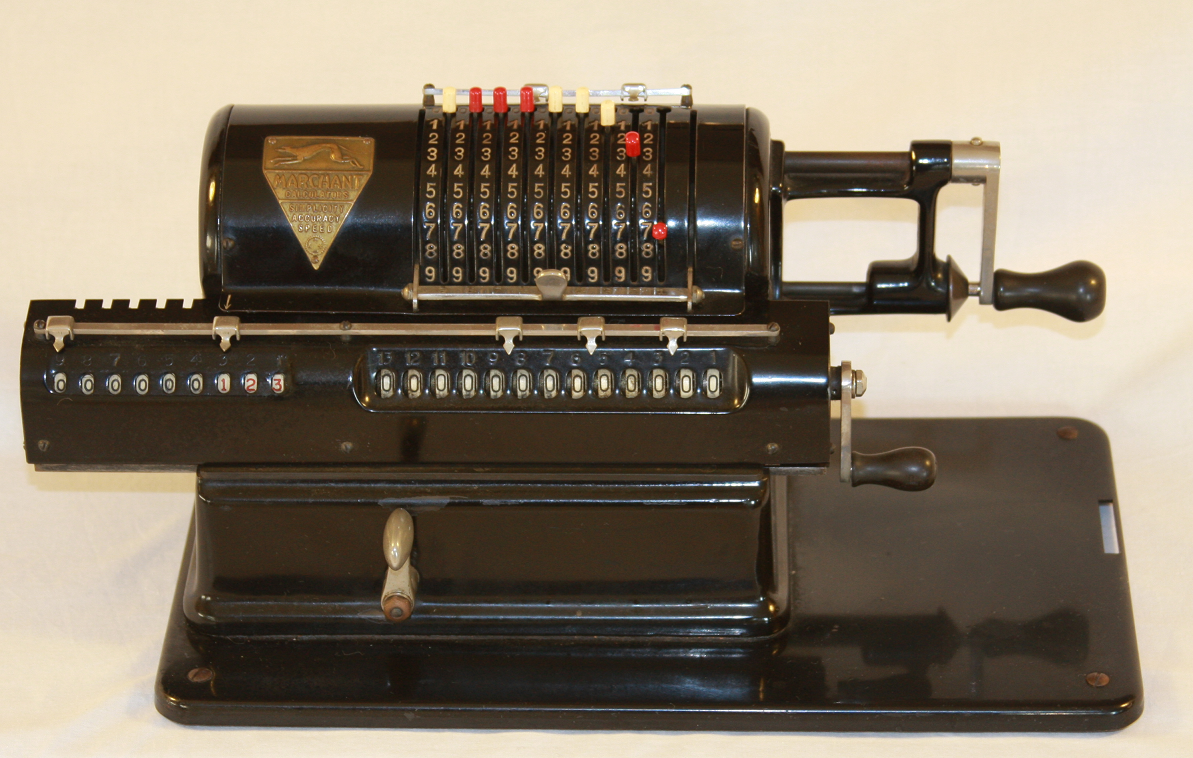
Marchant XLA, hergestellt seit 1923 und mit einem von Carl Friden entworfenen Mechanismus

Frankel erwarb 1938 seinen Bachelor-Abschluss an der University of Rochester und veröffentlichte dort als Doktorand 1940 seine erste wissenschaftliche Arbeit: Elementary Derivation of Thermal Diffusion. 1942 führte er als Postdoktorand von Robert Oppenheimer zusammen mit Eldred Nelson als Mitglied der Gruppe von Robert Serber im Strahlungslabor der University of California, Berkeley Berechnungen zur Diffusion von Neutronen in einer kritischen Urananordnung durch. Zusammen mit Nelson nutzte er einen elektromechanischen Rechner, um die Berechnungen durchzuführen, die darauf hindeuteten, dass eine Uranspaltungskettenreaktion bei einer überaus großen Explosion tatsächlich beträchtliche Energie freisetzen würde. Er führte mit Nelson die ersten Berechnungen durch zur Bestimmung der kritischen Uranmenge, die für eine Spaltbombe benötigt wird.

## Manhattan-Projekt

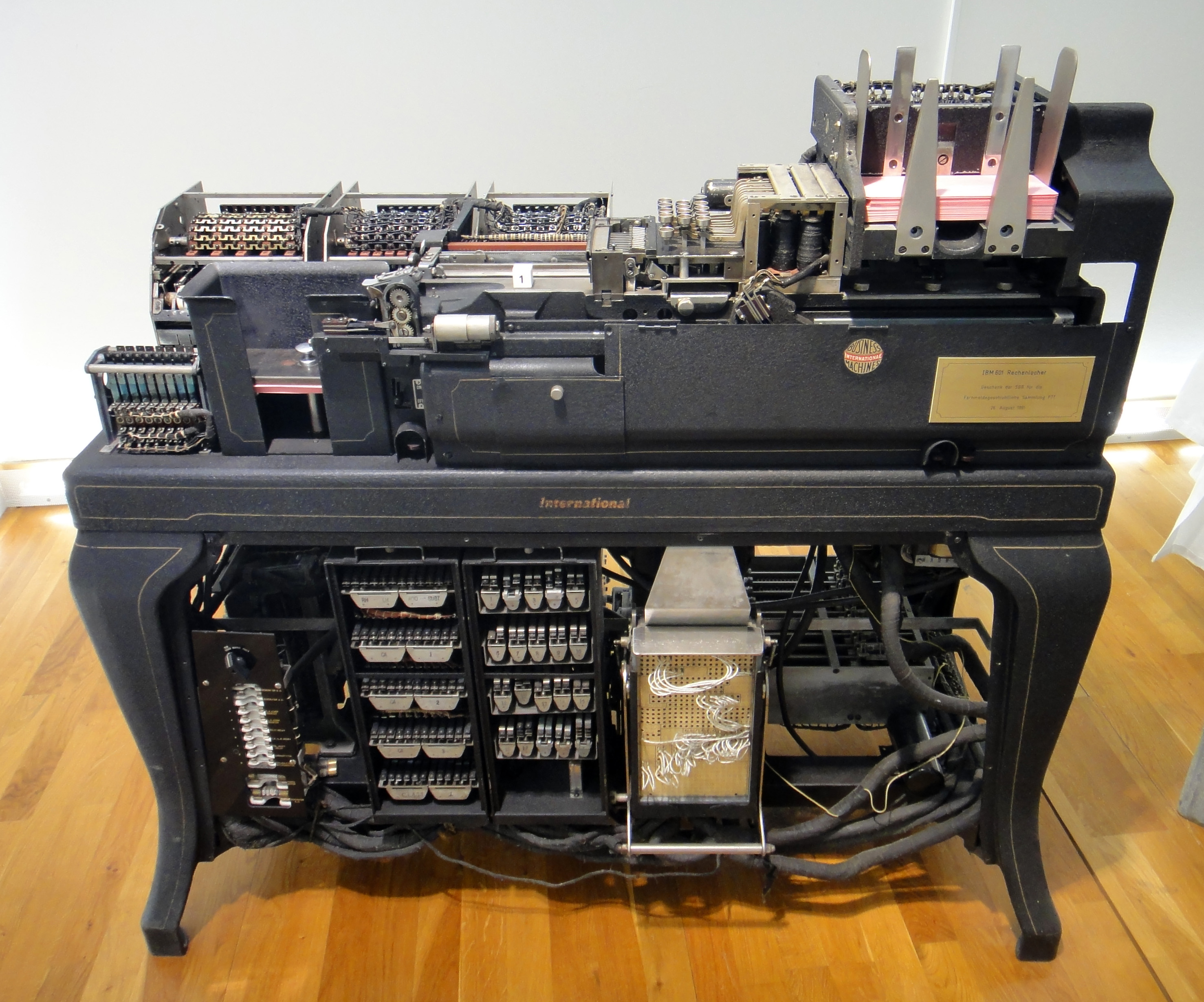
IBM 601 Multiplying Punch, 1931

Oppenheimer nahm viele seiner Mitarbeiter, darunter Serber, und seine Doktoranden Nelson und Frankel, mit nach Los Alamos und sie wurden Mitarbeiter der T-Abteilung des Manhattan-Projekts. Frankel und Nelson bestellten im Frühjahr 1943 die gleichen in Kalifornien eingesetzten Tischrechner von Marchant und Carl Friden, um die für die Konstruktion von Atomwaffen erforderlichen Berechnungen durchzuführen. Obwohl die Physiker in Los Alamos viele Berechnungen selbst durchführten, erwies sich die Anzahl der Berechnungen für das Uranbombenprojekt als zu umfangreich, was zum Einsatz von menschlichen Computern führte. Die Frauen von Wissenschaftlern aus Los Alamos, darunter auch Frankels Frau Mary, wurden rekrutiert, um die mechanischen Rechenmaschinen wie industrielle Produktionsanlagen zu bedienen. Diese menschlichen Computer wurden zur T-5-Handcomputergruppe. Nicholas Metropolis und der zukünftige Nobelpreisträger Richard Feynman lernten, wie man mechanische Taschenrechner reparierte, und wurden die T-5-Handwerker, wobei Feynman eng mit Frankel und Nelson zusammenarbeitete. Frankel und Nelson organisierten die Berechnungen. Frankels Verständnis der mathematischen Simulation physikalischer Phänomene ermöglichte es ihm, komplexe Berechnungen in viele einfachere Berechnungen zu zerlegen, die auf menschliche Computer verteilt wurden.
Ende 1943 erwiesen sich die Berechnungen als zu aufwändig für die T-5-Handrechnergruppe, und die T-Division beschloss, zu automatisieren. 1943 gab es außer in Iowa noch keine elektronischen Rechner, daher bestellte Los Alamos Lochkartentabellengeräte von IBM, einschließlich des IBM-Multiplikators Modell 601, um bei den Berechnungen zu helfen. Die Tabellierungsausrüstung konnte mithilfe von IBM-Lochkarten zur Dateneingabe addieren, subtrahieren und multiplizieren. Die IBM-Lochkartentabellengruppe erhielt die Bezeichnung T-6 und die Tabelliermaschinen wurden von Soldaten des Special Engineering Detachment der Armee bedient.
Nachdem die Berechnungen für das Wasserstoffbombenproblem in Los Alamos im Februar 1946 abgeschlossen waren, gingen Edward Teller, Frankel, Metropolis und Nelson an das 1945 nach Kriegsende neu gegründete Institute for Nuclear Studies der University of Chicago, das spätere Enrico Fermi Institute.

## Forschung und Entwicklungen nach dem Zweiten Weltkrieg
Frankel forschte am Institute for Nuclear Studies der University of Chicago und gründete 1947 zusammen mit Nelson ein Beratungsunternehmen. Die Firma Frankel & Nelson in Los Angeles beriet zu Problemen der angewandten mathematischen Physik. Zu ihren Kunden zählten die Elektronikabteilung von Hughes Aircraft und der Northrop Corporation. Bei Northrop Corporation arbeiten Frankel und Nelson an der Lösung von Navigationsfehlern in Raketenleitsystemen. Im Rahmen eines Vertrags mit Northrop arbeiteten beide an der Entwicklung des Magnetic Drum Digital Differential Analyzer (MADDIDA).
Anfang 1949 verlor Frankel in der McCarthy-Ära seine Sicherheitsfreigabe aufgrund von Fragen über einige seiner früheren Bekannten während der Zeit des Antikommunismus. Das Beratungsunternehmen Frankel & Nelson hörte auf zu existieren. Kurz nachdem Frankel seine Sicherheitsfreigabe verloren hatte, rekrutierte ihn 1949 Gilbert D. McCann als Leiter einer neu gegründeten Digital-Computing-Gruppe in der Engineering Division des Cal Tech in Pasadena.
Nachdem er aus dem engeren Kreis der Kernphysiker ausgeschlossen worden war, verlagerten sich Frankels Interessen zu elektronischen Geräten, die komplexe Berechnungen durchführen konnten. Seine Arbeit mit frühen IBM-Lochkarten-basierten Rechengeräten während des Manhattan-Projekts sowie die Durchführung komplexer Programmierungen auf einigen der frühesten elektronischen Computer hatten Frankel davon überzeugt, dass elektronisches Rechnen die einzige Möglichkeit für den Menschen war, die unzähligen Komplexitäten der Natur zu verstehen. Er beschäftigte sich so sehr mit der Entwicklung eines Personalcomputers, dass er keine feste Anstellung bei Cal Tech bekam, und 1954 verließ er das Unternehmen. Während seiner Zeit bei Cal Tech war er nebenbei als Berater tätig.

### LPG-30 Computer und weitere  Entwicklungen

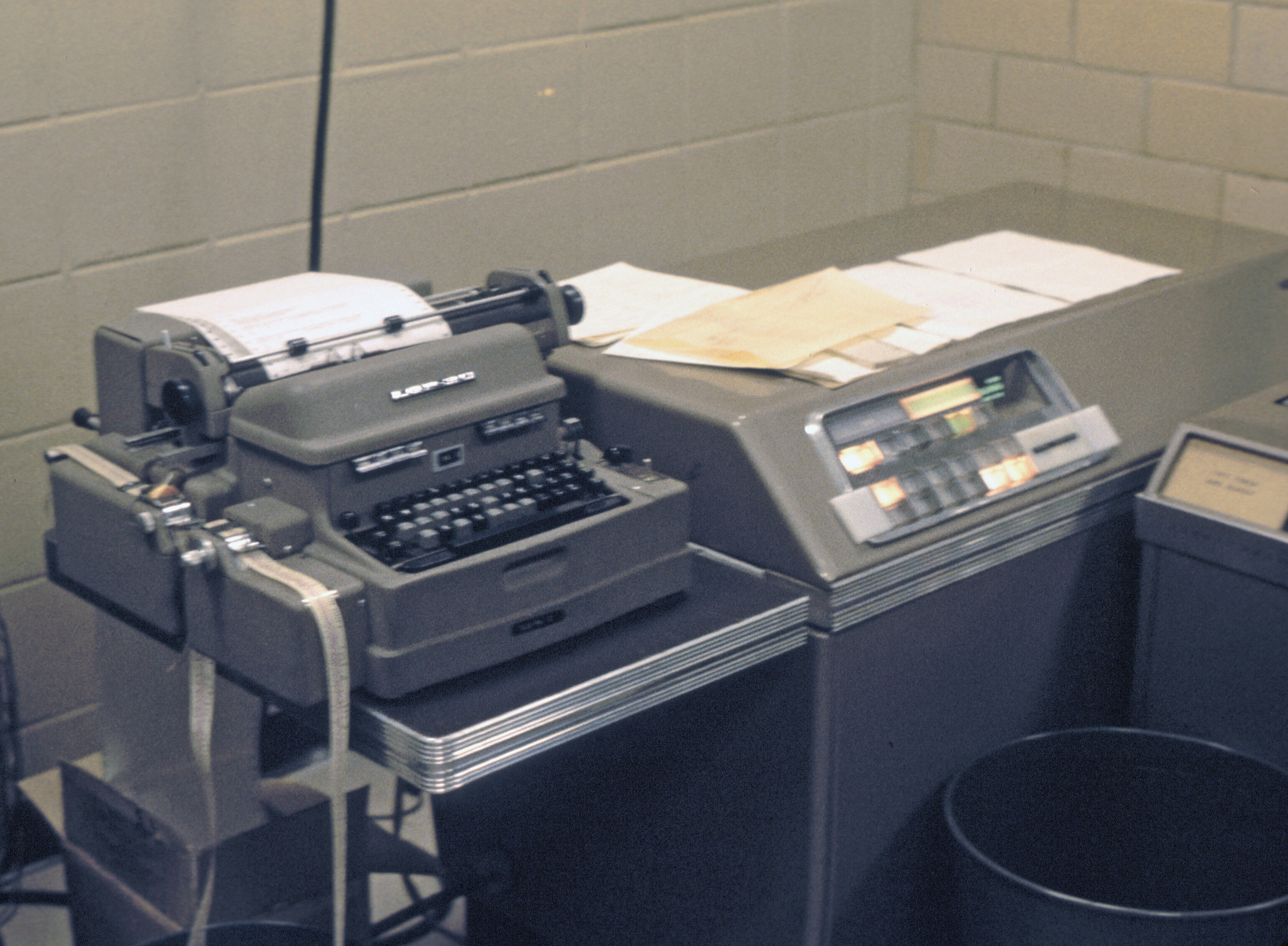
LGP-30-Rechner im Manhattan College, 1965

Während seiner Zeit am CalTech begann Frankel mit der Entwicklung eines einfachen Computers. Frankel nannte sein minimales Computerdesign MINAC. Er baute ein Steckbrett eines einfachen Computers, der auf Germaniumdioden von Hughes Aircraft und einem Magnettrommelspeicher basierte. MINAC wurde von General Precision lizenziert und wurde zum Royal McBee/Librascope/General Precision LGP-30, einem erfolgreichen Kleincomputer auf Vakuumröhrenbasis, der in Bildungs-, Militär- und Geschäftsumgebugen eingesetzt wurde.
Als Frankel an das Cal Tech zurückkehrte, traf er den Physikstudenten James Cass. Cass baute eigenhändig eine Magnettrommel für Frankel, während Frankel und seine Sekretärin Magnetköpfe für das Gerät bauten. 1954 hatte er ein Steckbrett der Maschine fertiggestellt. Librascope, ein südkalifornisches Unternehmen mit Sitz in Glendale, lizenzierte das MINAC-Design und beauftragte Cass mit der Umsetzung des Designs in ein produktionsreifes Produkt und stellte Frankel als Berater für Computerdesign ein. Librascope nahm den MINAC in Produktion und nannte ihn LGP-30.
Der LGP-30 kann als einer der ersten Personal Computer angesehen werden. Es handelte sich um eine luftgekühlte, schreibtischgroße Einzelplatzmaschine. Sie wurde mit 1500 Watt Leistung aus einer normalen 110-Volt-Raumsteckdose betrieben und benötigte keine spezielle Klimaanlage. Mehr als 500 LGP-30 wurden in den späten 1950er und frühen 1960er Jahren gebaut und verkauft, zu einer Zeit, als der Verkauf von einem, zwei oder drei Einheiten pro Design die Norm war. Frankel beschrieb das Design des LGP-30 ausführlich in einem Artikel, der in der Märzausgabe 1957 von IRE Transactions on Electronic Computers veröffentlicht wurde.
Das Dartmouth College in Hanover (New Hampshire), kaufte 1959 einen LGP-30. John G. Kemeny und Thomas E. Kurtz nutzten dort den LGP-30, um Computerprogrammiersprachen zu entwickeln. Sie entwickelten mehrere vereinfachte Programmiersprachen auf dem LGP-30, darunter DARSIMCO (Dartmouth Simplified Code), DART, ALGOL 30, SCALP (Self-Contained ALGOL Processor) und DOPE (Dartmouth Oversimplified Programming Experiment). Einer der Computer, an deren Entwurf Frankel beteiligt war, wurde Teil einer Entwicklung am Dartmouth College von 1963 bis 1964: der Entwicklung des Dartmouth Time-Sharing System (DTSS), dem ersten erfolgreichen Großrechner mit Time-Sharing-System. Die für DTSS verwendete Computerprogrammierungs- und Befehlssprache war BASIC (Beginner’s All Purpose Symbolic Instruction Code), die von Kemeny und Kurtz entwickelt wurde.
Frankel entwickelte für die Consolidated Oil Company das Design für den Computer CONAC, der für die numerische Verarbeitung von Daten aus Ölexplorationssondierungen verwendet wurde. Frankel schloss auch einen Vertrag mit General Electric (GE) und führte einen Teil der Designarbeiten für einige mittelgroße Computer von GE durch.
Der bei Packard Bell mit Hilfe Frankels entwickelte Computer wurde 1961 als Packard Bell PB-250 eingeführt: ein Transistor-Minicomputer, der eine Reihe magnetostriktiver Verzögerungsleitungen als Hauptspeicher verwendete, die neue Maßstäbe für ein kostengünstiges Computersystem setzten, das einfach zu bedienen und zu programmieren ist und keine besonderen Anforderungen an Stromversorgung oder Kühlung stellte. 1965 führte die Schreibmaschinenfabrik Smith Corona (SCM) den von Frankel entworfenen elektronischen Taschenrechner SCM Cogito 240SR ein.
In den späten 1950er und 1960er Jahren veröffentlichte Frankel zusammen mit Karol Mysels einige Artikel und ein Buch zum Thema Seifenfilme. Frankels letzte veröffentlichte wissenschaftliche Arbeit über die Dickenmessung von Seifenfilmen erschien in der Septemberausgabe 1966 des Journal of Applied Physics.
Frankel starb im Mai 1978.

## Veröffentlichungen (Auswahl)
- The Logical Design of a Simple General Purpose Computer. IRE Trans. Electron. Comput. 6(1), 1957, S. 5–14. doi : 10.1109/TEC.1957.5221555.
- On the Minimum Logical Complexity Required for a General Purpose Computer. IRE Trans. Electron. Comput. 7(4), 1958, S. 282–285.
- A Logic Design for a Microwave Computer. IRE Trans. Electron. Comput. 8(3), 1959, S. 271–276.
- mit S. Phillips: Elementary Derivation of Thermal Diffusion. Physical Review, Volume 57, Number 7, April 1, 1940, S. 661.
- mit N. Metropolis: Calculations in the Liquid-Drop Model of Fission. Physical Review, Volume 72, Number 10, November 15, 1947, p 914–925.
- Convergence Rates of Iterative Treatments of Partial Differential Equations. Mathematical Tables and Other Aids to Computation, Volume 4, 1950, S. 65–75.
- mit P. and Karol J. Mysels: On the ‘Dimpling’ During the Approach of Two Surfaces. Journal of Physical Chemistry, Volume 66, Januar 1962, S. 190–191.
- mit Karol J. Mysels: Simplified Theory of Reflectometric Thickness Measurement of Structured Soap and Related Films. Journal of Applied Physics, Volume 37, Number 10, September 1966, S. 3725–3728.